# Comitato Olimpico di Bosnia ed Erzegovina
Il Comitato Olimpico di Bosnia ed Erzegovina (in bosniaco: Olimpijski komitet Bosne i Hercegovine) è un'organizzazione sportiva nata nel 1992 a Sarajevo, capitale della Bosnia ed Erzegovina.
Rappresenta questa nazione presso il Comitato Olimpico Internazionale (CIO) dal 1993 e ha lo scopo di curare l'organizzazione e il potenziamento dello sport in Bosnia ed Erzegovina e, in particolare, la preparazione degli atleti bosniaci-erzegovini, per consentire loro la partecipazione ai Giochi olimpici. Il comitato, inoltre, fa parte dei Comitati Olimpici Europei.
L'attuale presidente dell'organizzazione è il dr Izet Rađo, mentre la carica di segretario generale è occupata da Rhizelaine Diouri-Joksimović.